# 权太琦
权太琦（1984年—），江苏徐州人，汉族，中华人民共和国政治人物。

## 生平
毕业于钟山职业技术学院电子商务专业，加入中国共产党。2013年，被选为全国人大代表。2018年2月24日，当选为第十三届全国人大代表。